# Addison G. Foster
Addison Gardner Foster, född 28 januari 1837 i Belchertown, Massachusetts, död 16 januari 1917 i Tacoma, Washington, var en amerikansk republikansk politiker och affärsman. Han representerade delstaten Washington i USA:s senat 1899-1905.
Foster gick i skola i Kendall County, Illinois och flyttade sedan till Wabasha County, Minnesota. Han arbetade där som revisor och flyttade därifrån till Saint Paul, Minnesota för en karriär inom timmerbranschen. Han kom 1888 till Tacoma och var verksam inom timmer-, järnvägs- och kolbranscherna.
Foster efterträdde 1899 John L. Wilson som senator för Washington. Efter en mandatperiod i senaten bestämde han sig för att inte kandidera till omval. Han efterträddes 1905 av Samuel H. Piles.
Fosters grav finns på Tacoma Cemetery i Tacoma.